# Лайл Преслар
Лайл Преслар (англ. Lyle Preslar) — американський музикант, найбільш відомий, як гітарист і автор пісень хардкор-панк гурту Minor Threat. 

## Кар'єра
Лайл Преслар був вокалістом маловідомого гурту The Extorts, який зіграв кілька концертів, але не записав жодного студійного альбому і швидко розпався. 
Після розпаду The Extorts Лайл Преслар приєднався до гурту Minor Threat. А інші екс-учасники The Extorts, до яких ще приєднався Генрі Гарфілд, утворили гурт State of Alert.
Лайл Преслар ніколи не був учасником гурту State of Alert і не виступав на сцені разом з State of Alert. Але він був запрошеним гостем для запису одної пісні для міні-альбому (EP) No Policy (пісня «Draw Blank», тривалість 36 секунд, пісню записали Гарфілд, Гемптон та Преслар). Міні-альбом No Policy був записаний у студії Inner Ear Studios, Арлінгтон (продюсер Скіп Гроф, звукоінженер Дон Зієнтара). Повноцінний альбом No Policy був записаний пізніше на іншій студії — Dischord Records і був профінансований Генрі Гарфілдом (пізніше відомого, як Генрі Роллінз). Вже після розпаду гурту State of Alert, Лайл Преслар ще раз був запрошеним гостем для запису одної пісні («I Hate the Kids», тривалість 39 секунд, пісню записали Гарфілд та Преслар) для альбому-компіляції Flex Your Head, випущеного вже після розпаду гурту в січні 1982 року на студії Dischord Records. Flex Your Head — це альбом-компіляція записів ранніх хардкор-панк гуртів з Вашингтону. На момент виходу альбому більшість гуртів з нього не тільки встигли розпастися, але багато хто вже створив інші гурти.
Отже, Преслар виступав у складі Minor Threat, а коли той розпався, Преслар грав на гітарі в гурті The Meatmen, а далі — у першому втіленні гурту Samhain.
Після закінчення кар'єри музиканта, він керував студією Caroline Records. Студія записала Бена Фолдса (англ. Ben Folds), Chemical Brothers і Fatboy Slim. Пізніше Преслар був керівником маркетингу для Elektra Records і Sire Records. У 2007 році він закінчив юридичну школу Університету Рутгерса (Rutgers University) в Ньюарку. Він отримав дозвіл на юридичну практику в штаті Нью-Йорк.
Він одружений з Сенді Алуете (англ. Sandy Alouete), керівницею музичного телеканалу VH1, у них є дитина Ромі (англ. Romy).
У 2007 році Преслар отримав письменницьку премію Grammy Law Initiative за статтю RIAA vs. XM Satellite Radio.
Його гру на гітарі похвалив колега по групі Ян Маккей, який сказав: «Лайл Преслар, я маю на увазі його гру на гітарі, один із найбільш недооцінених гітаристів. Він грає повні шестиструнні баре-акорди з такою швидкістю — це просто божевілля. Його точність і його ритми такі неймовірні».

## Гурти
- The Extorts;
- Minor Threat;
- Samhain;
- The Meatmen.

## Дискографія

### Minor Threat

#### Оригінальний матеріал
- Minor Threat (мініальбом, 1981);
- In My Eyes (мініальбом, 1981);
- Out of Step (студійний альбом, 1983);
- Salad Days (мініальбом, 1985).

#### Збірні альбоми
- Minor Threat (1984);
- Complete Discography (1989);
- First Demo Tape (2003).

#### Збірні виступи
- Flex Your Head (1982) — «Stand Up», «12XU»
- Dischord 1981: The Year in Seven Inches (1995) містить перші два міні-альбоми.
- 20 років Dischord (2002) — «Screaming at a Wall», «Straight Edge» (наживо), «Understand», «Asshole Dub».